# انتقاد از عفو بین‌الملل
انتقاد از عفو بین‌الملل شامل ادعاهایی مبنی بر سوگیری انتخاب، و همچنین سوگیری ایدئولوژیکی و سیاست خارجی علیه کشورهای غیرغربی یا کشورهای مورد حمایت غرب است. دولت‌های مختلف مورد انتقاد عفو بین‌الملل به نوبه خود از این سازمان انتقاد کرده‌اند و از آنچه آنها ادعا می‌کنند گزارش یک طرفه است شکایت کرده‌اند.
جدا از گزارش حقوق بشر، عفو بین‌الملل به دلیل حقوق بالای برخی از کارکنانش، و همچنین محیط کار، از جمله موضوع نژادپرستی نهادی در سازمان مورد انتقاد قرار گرفته‌است.

## نقد بر اساس کشور
طرفداری از دولت‌ها و سیاست‌های غربی، از جمله انتقادها به این سازمان بوده‌است. این ادعا شامل دولت‌های غیر غربی می‌شود که ادعا می‌کنند عفو بین‌الملل از نظر ایدئولوژیک علیه آنها تعصب دارد. از این میان می‌توان به جمهوری دموکراتیک کنگو، جمهوری خلق چین، ویتنام، و روسیه اشاره کرد.

### ایالات متحده
در سال ۲۰۰۵، عفو بین‌الملل مدعی شد که ایالات متحده یک مجرم حقوق بشری است. کاخ سفید این اتهامات را رد کرد و اعلام کرد که این ادعاها قابل تأیید نیست.
پاول لیتوینوف، دربارهٔ انتقاد به نقص دموکراسی و حقوق بشر از سوی دولت ایالات متحده آمریکا، می‌گوید: «سخنگویان عفو بین‌الملل با استفاده از اغراق و از بین بردن تفاوت بین رژیم‌های سرکوبگر و نقص دموکراسی، اقتدار آمریکا را به خطر انداختند. نقض حقوق بشر در ایالات متحده در مقایسه با برخی کشورهای دیگر همچون کوبا، کره شمالی، پاکستان یا عربستان سعودی، تقریباً کوچک به نظر می‌رسد.»

#### نظرات درباره گوانتانامو
در پیشگفتار گزارش عفو بین‌الملل در سال ۲۰۰۵، دبیرکل، ایرنه خان، از زندان گوانتانامو به عنوان «گولاگ زمان ما، که در نقض قوانین بین‌المللی، عمل بازداشت خودسرانه و نامحدود را تثبیت می‌کند» یاد کرد. محاکمه‌های کمیسیون‌های نظامی، عدالت و دادرسی را به سخره گرفته‌است.» وی در نشست خبری بعدی افزود «اگر گوانتانامو تصاویری از سرکوب شوروی را تداعی می‌کند، «بازداشت‌شدگان ارواح» – یا بازداشت‌های غیرقانونی بازداشت‌شدگان ثبت‌نشده – عمل «ناپدید شدن» را که در گذشته در بین دیکتاتورهای آمریکای لاتین بسیار محبوب بود، بازمی‌گرداند.
دونالد رامسفلد، وزیر دفاع اسبق ایالات متحده معتقد بود که این اظهارات «سرزنش آمیز» است، معاون رئیس‌جمهور دیک چنی گفت که این گفتگوی دبیر کل، «توهین آمیز» است، و جرج بوش مدعی شد که این گزارش «پوچ» است. روزنامه واشینگتن پست در سرمقاله خود نوشت: «این سازمان اخیراً تمایل دارد شدیدترین محکومیت‌های خود را نه برای دیکتاتورهای جهان، بلکه برای ایالات متحده حفظ کند».

### گزارشی از جنگ غزه در سال ۲۰۱۴
در سال ۲۰۱۵، عفو بین‌الملل گزارشی را با عنوان «غیرقانونی و مرگبار: حملات راکتی و خمپاره‌ای توسط گروه‌های مسلح فلسطینی در جریان درگیری ۲۰۱۴ غزه/اسرائیل» منتشر کرد که در آن موارد نقض حقوق بشر در طول جنگ غزه در سال ۲۰۱۴ را تشریح کرد. محقق نورمن فینکلشتاین، در غزه: تحقیق در مورد شهادت آن می‌نویسد که این گزارش به‌طور نامتناسبی بر اقدامات گروه‌های مسلح فلسطینی تمرکز کرده‌است، در حالی که گزارش کمتری از میزان و زمینه اقدامات نظامی اسرائیل ارائه می‌دهد. فینکلشتاین از این گزارش به دلیل اتکای شدید آن به منابع اسرائیلی و روایتی که اقدامات اسرائیل را کم‌اهمیت جلوه می‌دهد و در عین حال اقدامات گروه‌های مسلح فلسطینی را برجسته می‌کند، انتقاد کرد. فینکلشتاین با تمرکز بر استفاده گروه‌های مسلح فلسطینی از راکت‌های هدایت‌نشده می‌نویسد که این گزارش نتوانسته‌است به اندازه کافی به عدم تقارن قدرت بین اسرائیل و گروه‌های مسلح غزه و نابرابری ناشی از آن در تأثیر حملات مربوطه بپردازد. به عنوان یک مثال خاص، این گزارش زرادخانه حماس را بدون ذکر منابع برای این ادعاها توصیف می‌کند: اکثریت ۸٫۳ میلیون نفر اسرائیل و همه ۲٫۸ میلیون فلسطینی در کرانه باختری اشغالی … در حال حاضر حداقل در محدوده برخی از موشک‌های گروه‌های مسلح فلسطینی در نوار غزه قرار دارد.
این گزارش همچنین به ادعای اسرائیل مبنی بر رهگیری یک کشتی حامل راکت‌های ایرانی «به مقصد غزه» اشاره کرد، اما اشاره ای نکرد که یک هیئت متخصص سازمان ملل متوجه شد که تسلیحات ایرانی در واقع عازم سودان بوده‌است. فینکلشتاین همچنین اشاره می‌کند که این گزارش به ادعای اسرائیل استناد می‌کند که تهاجم زمینی برای «ویران کردن سیستم تونل…، به ویژه آنهایی که چاله‌هایی در نزدیکی مناطق مسکونی واقع در اسرائیل کشف شده‌اند» انجام شده‌است، اما به اسناد رسمی اسرائیل استناد نمی‌کند که نشان می‌دهد که این تونل‌ها فقط برای عملیات نظامی استفاده می‌شد.

### اسرائیل
وزارت امور خارجه اسرائیل گزارش ماه مه ۲۰۱۲ در مورد بازداشت اداری را مورد انتقاد قرار داد و گفت که این گزارش «یک طرفه» و «بخصوص جدی نیست» و «به نظر می‌رسد که این گزارش کمی بیش از یک ترفند روابط عمومی است». سفارت اسرائیل در لندن، گزارش عفو بین‌الملل را مضحک خواند. عفو بین‌الملل گفت که این گزارش «به منظور رسیدگی به نقض حقوق زندانیان توسط تشکیلات خودگردان فلسطین یا دولت عملی حماس نیست. این نقض‌ها به‌طور جداگانه توسط این سازمان مورد رسیدگی قرار گرفته و ادامه خواهد داشت.»

### ایران
در ۱۹ نوامبر ۲۰۱۹، عفو بین‌الملل گزارش داد که دست‌کم ۱۰۶ غیرنظامی توسط نیروهای امنیتی ایران در جریان اعتراضات سال ۲۰۱۹ ایران که به دلیل خشم نسبت به افزایش ناگهانی قیمت بنزین برانگیخته شد، «به‌طور غیرقانونی» کشته شدند. عفو بین‌الملل بعداً این رقم را به ۳۰۴ تغییر داد و مدعی شد که معترضان غیرمسلح عمداً توسط مقاماتی که سرکوب وحشیانه‌ای را برای سرکوب مخالفان «چراغ سبز» روشن کرده بودند، قتل‌عام کردند. مقامات ایرانی، در حالی که اذعان داشتند که برخی از اغتشاشگران مسلح توسط پلیس تیراندازی شده‌اند، اما این رقم عفو بین‌الملل را «دروغ محض» و بخشی از «کمپین اطلاعات نادرست که از خارج از کشور علیه ایران به راه انداخته شده‌است» رد کردند.
غلامحسین اسماعیلی، سخنگوی قوه قضائیه در پاسخ به این موضوع که این اغتشاشگران مسلح بودند که در واقع افراد زیادی را کشته‌اند، اما با این وجود عفو بین‌الملل و سازمان‌های دیگر، «اسامی افرادی را که در حوادث دیگری متفاوت از اغتشاشات اخیر کشته شده‌اند و بسیاری از آن افراد مدعی شده‌اند، اعلام کرده‌است. کشته شدن زنده اند». علی شمخانی، دبیر شورای عالی امنیت ملی نیز مرگ غیرنظامیان عمدتاً توسط نیروهای امنیتی را تکذیب کرد. محمد منتظری، دادستان کل سازمان عفو بین‌الملل در ردی لفافه‌ای به عفو بین‌الملل گفت: «افرادی که در خارج از کشور هستند به اطلاعات دقیق و ارقام دقیق دسترسی ندارند. آنها ارقام متفاوتی ارائه می‌دهند که معتبر نیست».

### هندوستان
در ۲۹ سپتامبر ۲۰۲۰، شاخه هندی عفو بین‌الملل با انتشار بیانیه‌ای اعلام کرد که فعالیت‌های خود را در این کشور به حالت تعلیق درمی‌آورد، زیرا اداره اجرای قانون، که جرایم مالی و بی‌نظمی‌ها در هند را بررسی می‌کند، دستور مسدود کردن حساب‌های بانکی آن را صادر کرد. وزارت امور داخله هند در بیانیه‌ای اعلام کرد که عفو بین‌الملل با دریافت کمک‌های مالی از خارج، قوانین هند را نقض کرده‌است. سازمان عفو بین‌الملل که گفته بود توسط دولت هند به دلیل اقدامات خود در زمینه حقوق بشر، به ویژه به دلیل درخواست پاسخگویی در ایالت کشمیر هند مورد آزار و اذیت قرار گرفته‌است، این اتهامات را رد کرد و اعلام کرد که در دادگاه‌های هند تجدیدنظر خواهد کرد. پیش از این، در سال ۲۰۰۹، شاخه هندی عفو بین‌الملل فعالیت‌های خود را در هند به حالت تعلیق درآورد زیرا دولت UPA درخواست آن را برای دریافت بودجه خارجی رد کرد.

### روسیه
در اوایل مارس ۲۰۲۲، در جریان تهاجم روسیه به اوکراین در سال ۲۰۲۲، Roskomnadzor وب سایت روسی زبان عفو بین‌الملل را مسدود کرد. در اوایل آوریل ۲۰۲۲، وزارت دادگستری روسیه اعلام کرد که به زور شعبه روسیه عفو بین‌الملل را تعطیل خواهد کرد و گفت که این سازمان «نقض قوانین فعلی فدراسیون روسیه» را مرتکب شده‌است.
در ۴ آگوست ۲۰۲۲، عفو بین‌الملل گزارشی منتشر کرد که می‌گوید شواهدی پیدا کرده‌است که نیروهای مسلح اوکراین چندین بار در مناطق مسکونی نیروها و تسلیحات مستقر کرده‌اند که جایگزین‌های مناسبی در آن نزدیکی وجود داشته‌است. عفو بین‌الملل همچنین اعلام کرد که در حالی که این موارد حملات روسیه به غیرنظامیان را توجیه نمی‌کند و در تعدادی از موارد بررسی کرده‌اند که نیروهای اوکراینی به‌طور مشابه عمل نکرده‌اند، این تاکتیک‌ها به خطر انداختن غیرنظامیان را در پی دارد. گزارش عفو بین‌الملل پس از گزارشی از دفتر کمیساریای عالی حقوق بشر سازمان ملل در ژوئن منتشر شد که هشدار داده بود نیروهای روسیه و اوکراین خود را «یا در مناطق مسکونی یا نزدیک اماکن غیرنظامی» مستقر کرده‌اند و از آنجا بدون اتخاذ تدابیری عملیات نظامی را آغاز کرده‌اند. برای حفاظت از غیرنظامیان حاضر، همان‌طور که طبق قوانین بشردوستانه بین‌المللی لازم است» و گزارشی از دیده‌بان حقوق بشر در ماه ژوئیه که می‌گوید شواهدی از سه مورد پیدا کرده‌است که «نیروهای اوکراینی نیروهای خود را در میان خانه‌هایی که مردم در آن زندگی می‌کنند مستقر کرده‌اند، اما هیچ اقدام آشکاری برای مقابله با آن انجام نداده‌اند. انتقال ساکنان به مناطق امن تر» و چهار مورد از نیروهای روسی همین کار را انجام دادند.

## سیاست‌های عفو بین‌الملل در خصوص سقط جنین
در آوریل ۲۰۰۷، عفو بین‌الملل موضع بی‌طرف خود را در مورد سقط جنین به حمایت از دسترسی به سقط جنین در موارد تجاوز جنسی و زنای با محارم، و زمانی که ممکن است جان یا سلامت مادر در معرض تهدید قرار گیرد، تغییر داد. سیاست رسمی عفو بین‌الملل این است که آنها «سقط جنین را به عنوان یک حق جهانی ترویج نمی‌کنند» بلکه «از جرم‌زدایی از سقط جنین حمایت می‌کنند». به گفته کیت گیلمور، معاون دبیرکل، بحث بر سر این تغییر دشوار بود، اما در نهایت اکثریت قریب به اتفاق بخش‌های عفو بین‌الملل از این تغییر حمایت کردند. این تغییر با مخالفت چندین سازمان، به ویژه توسط شخصیت‌های ارشد کلیسای کاتولیک، که به‌طور سنتی از حامیان عفو بین‌الملل بودند، و گروهی از قانونگذاران ایالات متحده مواجه شد. سوزان تریمل، سخنگوی عفو بین‌الملل تخمین زد که تعداد انگشت شماری، احتمالاً کمتر از ۲۰۰ نفر از بیش از ۴۰۰۰۰۰ عضو، به دلیل این موضوع استعفا داده‌اند.
شورای پاپی کلیسای کاتولیک برای عدالت و صلح در ژوئن ۲۰۰۷ بیانیه ای صادر کرد و از کاتولیک‌ها خواست که به دلیل موضع سقط جنین به عفو بین‌الملل کمک مالی نکنند. کاردینال رناتو مارتینو گفت که سقط جنین یک قتل است، همان‌طور که "برای توجیه انتخابی آن، در صورت تجاوز جنسی، نمی‌توان یک فرد بالغ را کشت". این کاردینال در یک مصاحبه گفت که معتقد است «اگر در واقع عفو بین الملل به این روند ادامه دهد، افراد و سازمان‌های کاتولیک باید حمایت خود را لغو کنند، پس از آن، کلیسا بودجه جهانی عفو بین‌الملل را پس گرفت و کلیساها در مکان‌های مختلف اقدامات دیگری را برای قطع روابط خود با این گروه انجام دادند.

## جرم زدایی از کار جنسی
در ژوئن ۲۰۱۳، زمانی که یک بخش محلی عفو بین‌الملل بریتانیا به نام شعبه پیزلی لایحه‌ای اسکاتلندی را تأیید کرد که به دنبال جرم انگاری کار جنسی بود، سردرگمی به وجود آمد. عفو بریتانیا نام خود را از لیست حامیان این لایحه حذف کرد و اعلام کرد که این قانون مغایر با سیاست بین‌المللی آن است که «خود یا خودش کارمند جنسی» یا «رابطه جنسی توافقی بین بزرگسالان» و «عدم تلفیق قاچاق و رابطه جنسی» در تضاد است. این موضوع عفو بین‌الملل را مجبور کرد تا موضع خود را در مورد وضعیت قانونی کار جنسی روشن کند. هنگامی که پیش نویس این سیاست در اوایل سال ۲۰۱۴ ظاهر شد، چندین فمینیست و کارگران سابق جنسی، این پیشنهاد را محکوم کردند.
در ۷ ژوئیه ۲۰۱۵ پیش نویس به روز شده‌ای برای اعضای عفو بین‌الملل منتشر شد. نیویورک تایمز گزارش داد که اگرچه «برخی شکایت دارند که این طرح در مقر عفو بین‌الملل در لندن طراحی شده‌است»، «نسخه‌های مختلفی توسط بخش‌های ملی سازمان مورد بررسی قرار گرفته‌است و بر اساس گفته‌ها، اجماع در حمایت از جرم‌زدایی فقط برای روسپی‌ها به وجود آمده‌است. صورتجلسات تشکیلاتی پیش‌نویس خط‌مشی ژوئیه ۲۰۱۵ نتیجه دو سال تحقیق و مشاوره با اعضای آن بود، و پیشنهاد کرد که هم فروشندگان و هم خریداران جنسی را جرم‌زدایی کنند. قرار بود حدود ۵۰۰ نماینده عفو بین‌الملل از بیش از ۸۰ کشور جهان در کنفرانس عفو بین‌الملل در دوبلین در اوت ۲۰۱۵ به رای‌گیری گذاشته شود این پیشنهاد توسط سازمان‌های فمینیستی، از جمله ائتلاف علیه قاچاق زنان (CATW) مورد انتقاد قرار گرفت، که نامه‌ای سرگشاده با امضای بیش از ۴۰۰ مدافع و سازمان منتشر کرد که در آن «پیشنهاد عفو بین‌الملل برای اتخاذ سیاستی که خواستار غیرقانونی‌شدن دلال‌ها و فاحشه‌خانه‌ها است» را محکوم کرد. صاحبان و خریداران سکس - ستون‌های یک صنعت جنسی جهانی ۹۹ میلیارد دلاری هستند.

### استفاده از تصاویر غیرواقعی
گزارشی از سوی سازمان عفو بین‌الملل،‌ دربارهٔ سرکوب اعتراضات کلمبیا در سال ۲۰۲۱ با تصاویر شبه واقع گرایانه تولید شده توسط هوش مصنوعی به تصویر کشیده شد. اگرچه آنها به این عنوان برچسب خوردند، اما استفاده از هوش مصنوعی باعث انتقادهایی به این مجموعه شد. این سازمان تغییر استفاده قبلی از عکس‌ها را به عنوان تلاشی برای محافظت از معترضان توضیح داد و در پاسخ به انتقادات، این تصاویر را از پست‌های شبکه‌های اجتماعی خود حذف کرد.

## همچنین ببینید
- انتقاد از دیده‌بان حقوق بشر